# Перелік пам'яток історії Луцького району
У Луцькому районі Волинської області станом на 2008 р. нараховується 45 пам'яток історії.
| № п/п        | Охорон ний номер                             | Місцезнаходження пам'ятника, його адреса | Найменування пам'ятника                                  | Датування            | Автор                                  | Дата спорудження           | Дата і № рішення облвиконкому (адміністрації), постанови Кабінету Міністрів України про взяття пам'ятника під охорону | На чиєму утриманні знаходиться |
| ------------ | -------------------------------------------- | ---------------------------------------- | -------------------------------------------------------- | -------------------- | -------------------------------------- | -------------------------- | --- | ------------------------------ |
| 1.           | 363                                          | с. Баїв                                  | Пам'ятник землякам                                       | 1941-1945            | Рихва С. М.                            | 1972                       | 477-р від 28.11.75р.                                                                                                  | Виконкому Баївської с/р        |
| 2.           | 584                                          | с. Білосток                              | Пам'ятник землякам                                       | 1941-1945            | Львівска кераміко-скульптурна фабрика  | 1980                       | 65-р від 10.02.82р.                                                                                                   | Виконкому Садівської с/р       |
| 3.           | 774                                          | с. Боратин                               | Пам'ятник землякам                                       | 1941-1945            |                                        | 1984                       | 267-р від 25.08.86р.                                                                                                  | Виконкому Боратинської с/р     |
| 4.           | 910                                          | с. Боратин                               | Могила розвідника К.Сивого                               | 1915                 |                                        |                            | 265-р від 24.12.91р.                                                                                                  | Виконкому Боратинської с/р     |
| 5.           | 589                                          | с. Буяни                                 | Могила братська мирних жителів                           | 1943                 | Місцеві майстри                        | 1958                       | 65-р від 10.02.82р.                                                                                                   | Виконкому Буянівської с/р      |
| 6.           | 582                                          | с. Буяни                                 | Пам'ятник землякам                                       | 1941-1945            | Львівська кераміко-скульптурна фабрика | 1978                       | 65-р від 10.02.82р.                                                                                                   | Виконкому Буянівської с/р      |
| 7.           | 906                                          | с. Вербаїв                               | Могила братська жертв фашизму                            | 1943                 |                                        | 1991                       | 265-р від 24.12.91р.                                                                                                  | Виконкому Промінської с/р      |
| 8.           | 581                                          | с. Веселе                                | Пам'ятник землякам                                       | 1941-1945            | Львівська кераміко-скульптурна фабрика | 1978                       | 65-р від 10.02.82р.                                                                                                   | Виконкому Веселівської с/р     |
| 9.           | 178                                          | с. Воротнів                              | Могила розстріляних євреїв                               | 1942                 |                                        |                            | 415-р від 22.06.99р.                                                                                                  | Виконкому Лищенської с/р       |
| 10.          | 585                                          | с. Воютин                                | Пам'ятник землякам                                       | 1941-1945            | Київська кераміко-скульптурна фабрика  | 1980                       | 65-р від 10.02.82р.                                                                                                   | Виконкому Воютинської с/р      |
| 11.          | 908                                          | с. Воютин, хутір Гать                    | Могила 3 радянських воїнів                               | 1944                 |                                        | 1991                       | 265-р від 24.12.91р.                                                                                                  | Виконкому Воютинської с/р      |
| 12.          | 12                                           | с. Гаразджа                              | Могила письменника М. П. Левицького                      | 1932                 | Турович Л.                             | 1932                       | 267-р від 25.08.86р.                                                                                                  | Виконкому Під-дубцівської с/р  |
| 13.          | 726                                          | с. Городище, на кладовищі                | Могила невідомого радянського воїна                      | 1944                 |                                        | 1984                       | 267-р від 25.08.86р.                                                                                                  | Виконкому Чаруківської с/р     |
| 14.          | 727                                          | с. Городище, на кладовищі                | Могила невідомого радянського воїна                      | 1944                 |                                        | 1984                       | 267-р від 25.08.86р.                                                                                                  | Виконкому Чаруківської с/р     |
| 15.          | 730                                          | с. Григоровичі                           | Могила невідомого радянського воїна                      | 1944                 |                                        | 1984                       | 267-р від 25.08.86р.                                                                                                  | Виконкому Чаруківської с/р     |
| 16.          | 722                                          | с. Григоровичі, на кладовищі             | Могила невідомого радянського воїна                      | 1944                 |                                        | 1984                       | 267-р від 25.08.86р.                                                                                                  | Виконкому Чаруківської с/р     |
| 17.          | 157                                          | с. Забороль                              | Будинок, в якому зупинявся Петро І                       | 1707                 |                                        | 1-а пол. XVII ст.          | 360-р від 04.08.69р.                                                                                                  | Виконкому Заборольської с/р    |
| 18.          | 364                                          | с. Забороль                              | Пам'ятник землякам                                       | 1941-1945            | Грицюк М. Я., Сницарьов                | 1973                       | 477-р від 28.11.75р.                                                                                                  | Виконкому Заборольської с/р    |
| 19.          | 909                                          | с. Забороль                              | Військове кладовище                                      | 1944                 |                                        |                            | 265-р від 24.12.91р.                                                                                                  | р                              |
| 20.          | 586                                          | с. Коршів                                | Пам'ятник землякам                                       | 1941-1945            | Волк Леонович                          | 1980                       | 65-р від 10.02.82р.                                                                                                   | Виконкому Ратнівської с/р      |
| 21.          | 663                                          | с. Лаврів                                | Пам'ятник землякам                                       | 1941-1945            | Львівська кераміко-скульптурна фабрика | 1981                       | 142-р від 29.04.84р.                                                                                                  | Виконкому Лаврівської с/р      |
| 22.          | 725                                          | с. Липини, біля контори колгоспу         | Могила братська радянських воїнів                        | 1944                 | Майстерня Луцького похоронного бюро    | 1976                       | 267-р від 25.08.86р.                                                                                                  | Виконкому Липинської с/р       |
| 23.          | 729                                          | с. Липини                                | Пам'ятник воїнам-визволителям                            | 1941-1945            | Трегубова Н. Н.,Гургу Р. П.            | 1983                       | 267-р від 25.08.86р.                                                                                                  | Виконкому Липинської с/р       |
| 24.          | 365                                          | с. Лище                                  | Пам'ятник землякам                                       | 1941-1945            | Львівска кераміко-скульптурна фабрика  | 1972                       | 477-р від 28.11.75р.                                                                                                  | Виконкому Лищенської с/р       |
| 25.          | 486                                          | с. Маяки                                 | Пам'ятник землякам                                       | 1941-1945            | Львівска кераміко-скульптурна фабрика  | 1975                       | 457- р від 16.10.78р.                                                                                                 | Виконкому Маяківської с/р      |
| 26.          | 162                                          | с. Милуші                                | Місце, де загинув Герой Радянсь-кого Союзу П. М. Тарасов | 1944                 |                                        | 1967                       | 360-р від 04.08.69р.                                                                                                  | Виконкому Маяківської с/р      |
| 27.          | 366                                          | с. Несвіч                                | Пам'ятник радянським воїнам та землякам                  | 1941-1945            | Львівска кераміко-скульптурна фабрика  | 1982                       | 477-р від 28.11.75р.                                                                                                  | Виконкому Несвічівської с/р    |
| 28.          | 587                                          | с. Одеради                               | Пам'ятник землякам                                       | 1941-1945            | Львівска кераміко-скульптурна фабрика  | 1979                       | 65-р від 10.02.82р.                                                                                                   | Виконкому Одерадівської с/р    |
| 29.          | 907                                          | с. Одеради                               | Могила братська жертв фашизму                            | 1943                 |                                        | 1991                       | 265-р від 24.12.91р.                                                                                                  | Виконкому Одерадівської с/р    |
| 30.          | 724                                          | с. Першотрав-неве                        | Пам'ятник землякам                                       | 1941-1945            | Кордіяка М. М., Гірняк М. Б.           | 1985                       | 103-р від 25.04.88р.                                                                                                  | Виконкому Пер-шотравневої с/р  |
| 31.          | 487                                          | с. Підгайці                              | Пам'ятник землякам                                       | 1941-1945            | Львівська кераміко-скульптурна фабрика | 1977                       | 457- р від 16.10.78р.                                                                                                 | Виконкому Підгайцівської с/р   |
| 32.          | 361                                          | с. Піддубці                              | Пам'ятник землякам                                       | 1941-1945            | Романець Б., Тимчишин І.               | 1977                       | 477-р від 28.11.75р.                                                                                                  | Виконкому Під-дубцівської с/р  |
| 33.          | 588                                          | с. Піддубці                              | Могила братська радянських воїнів                        | 1941                 |                                        | 1980                       | 65-р від 10.02.82р.                                                                                                   | Виконкому Під-дубцівської с/р  |
| 34.          | 488                                          | с. Промінь                               | Пам'ятник землякам                                       | 1941-1945            | Львівска кераміко-скульптурна фабрика  | 1975                       | 457- р від 16.10.78р.                                                                                                 | Виконкому Промінської с/р      |
| 35.          | 367                                          | с. Радомишль                             | Пам'ятник землякам                                       | 1941-1945            | Львівска кераміко-скульптурна фабрика  | 1975                       | 477-р від 28.11.75р.                                                                                                  | Виконкому Радо-мишльської с/р  |
| 36.          | 731                                          | с. Ратнів                                | Пам'ятник землякам                                       | 1941-1945            | Львівска кераміко-скульптурна фабрика  | 1982                       | 267-р від 25.08.86р.                                                                                                  | Виконкому Ратнівської с/р      |
| 37.          | 481                                          | с. Романів                               | Пам'ятник землякам                                       | 1941-1945            | Львівска кераміко-скульптурна фабрика  | 1965                       | 457- р від 16.10.78р.                                                                                                 | Виконкому Романівської с/р     |
| 38.          | 723                                          | с. Романів,                              |                                                          |                      |                                        |                            | |                                |
| на кладовищі | Могила лейтенанта медичної служби Н.Гришиної | 1944                                     |                                                          | 1984                 | 267-р від 25.08.86р.                   | Виконкому Романівської с/р | |                                |
| 39.          | 635                                          | с. Садів                                 | Пам'ятник землякам                                       | 1941-1945; 1946–1949 | Львівська кераміко-скульптурна фабрика | 1982                       | 42-р від 29.04.84р.                                                                                                   | Виконкому Садівської с/р       |
| 40.          | 163                                          | смт. Торчин                              | Ділянка братських могил радянсь-ких воїнів               | 1944                 | Львівська кераміко-скульптурна фабрика | 1957                       | 360-р від 04.08.69р.                                                                                                  | Виконкому Тор-чинської сел./р  |
| 41.          | 368                                          | смт. Торчин                              | Пам'ятник землякам                                       | 1941-1945            | Дзиндра Є. В.                          | 1973                       | 477-р від 28.11.75р.                                                                                                  | Виконкому Тор-чинської сел./р  |
| 42.          | 168                                          | смт. Торчин                              | Могила розстріляних євреїв                               | 1942                 |                                        |                            | 415-р від 22.06.99р.                                                                                                  | Виконкому Тор-чинської сел./р  |
| 43.          | 362                                          | с. Чаруків                               | Пам'ятник землякам                                       | 1941-1945            | Неверов А. Г.                          | 1972                       | 360-р від 04.08.69р.                                                                                                  | Виконкому Чаруківської с/р     |
| 44.          | 911                                          | с. Чаруків                               | Могила жертв епідемії чуми                               | XVIII ст.            |                                        |                            | 265-р від 24.12.91р.                                                                                                  | Виконкому Чаруківської с/р     |
| 45.          | 192                                          | с. Шепель                                | Могила братська радянських воїнів                        | 1944                 |                                        |                            | 265-р від 24.12.91р.                                                                                                  | Виконкому Шепельської с/р      |
|              |                                              |                                          |                                                          |                      |                                        |                            | |                                |

## Джерело
- Пам'ятки Волинської області